# Resthenini
Los restheninos, Resthenini, son una tribu de hemípteros heterópteros perteneciente a la familia Miridae.

## Géneros
- Callichila - Callichilella - Carpinteroa - Cephaloresthenia - Chiloxionotus - Eurylomata - Euryscytophora - Fontesius - Guaranimiris - Heteroscytus - Kamaiurana - Lampsophorus - Mabelia - Mimoncopeltus - Nanniresthenia - Oncerometopus - Opistheurista - Platytyliscus - Platytylus - Prepops - Prepopsella - Prepopsinus - Prepopsisca - Prepopsoides - Pygophorisca - Resthenia - Restheniella - Seabracoris - Zapotecoris